# 历城区
历城区，是中华人民共和国山东省济南市的一个市辖区。區政府駐山大北路47號。全区面积1301.21平方千米。2023年统计全区共有户籍人口77.88万人，常住人口113.34万人。

## 名称
歷城区因地處歷山（今千佛山一帶）而得名。1987年，撤銷歷城縣和濟南市郊區，設立濟南市歷城區。 

## 历史及概况
历城历史悠久，据考古发现5000多年前已有人类在此居住。春秋时期的2个重要诸侯国齐国和鲁国的边境就在这里。
在历史上，历城曾经有多个名字：西周时期称“泺邑”，春秋时期称“齐邑”，战国时期称为“历下邑”，秦朝称为“历下城”。西汉景帝四年（前153年），建立历城县。1929年7月，南京国民政府析历城县城、城外商埠及其四郊置济南市。1987年4月撤销历城县成为现在的历城区。
《读史方舆纪要》引《三齐记》载：“历下城，南对历山（今千佛山），城在山下，因名”。意思是，历城是位于历山北部的城邑。历城东三十里为春秋时齐国的鲍邑。

## 人口
截至2023年，全区常住人口为113.34万人，其中城镇人口为101.90万人，占总人口的比重为89.91%，较上一年提高了1.17个百分点。年末户籍人口为77.88万人，同比增长3.8%。全年出生人口为5568人，全区男女性别比为105.9:100。

## 地理

### 位置面积
历城区位於濟南市東、南部近郊，南與泰安市泰山區、岱嶽區接壤，北倚濟南市濟陽區，東接章丘區。西與長清區、市中區、歷下區、天橋區相鄰。
历城区全区面积1301.21平方千米，是济南市最大的区。

### 地形
历城南部为低山丘陵属于泰山山系，岩层已沉积岩和花岗岩为主，北部属黄河冲积平原。地势南高北低，但由于黄河在下游是地上河，所以从分布上看，北部比中部略高。境内最高的梯子山海拔975米，平原最低处位于还乡店，海拔只有19米。全区共有山头1397座。

### 河流
主要河流，除黄河外，小清河为境内流量较大的河流。此外，从南部山区发源，流向由南而北的季节性河流有玉符河、巨野河、大辛河、土河、刘公河、赵王河等。南部山区主要有锦阳川、锦绣川、锦云川三大河流汇聚到卧虎山水库，这三条河流不只为城区提供水源，还是济南市市区各大泉群的重要补给源。

### 气候
历城属暖温带大陆性季风气候，四季分明，降水季节性显著。春季干旱多风比较短；夏季炎热多雨；秋季凉爽，多晴好天气；冬季寒冷干燥，有降雪。全年主要降水集中在7月－9月份。
由于城区位于盆地地形中，所以夏季容易带来闷热天气，气温可高达39-40℃，由于高温产生的巨大蒸发量可导致夏季强对流天气造成的暴雨、冰雹等灾害天气。由于近年温室效应，夏季和冬季气温有明显提高的趋势。

### 资源
历城区矿产资源主要有铁、煤、石英、花岗石、辉绿岩、重晶石等。铁的储量为400余万吨，煤的储量约为675万吨，花岗石储量为4亿立方米。但是由于多年开采，大部分矿产或者储量下降，或者品位太低没有开采价值，或者伴生严重，因此金属和能源开采业并不发达。花岗石中的“柳埠红”储量巨大，现处于大规模开采阶段。
可利用水资源总量为30.153万立方米，其中历城区大中型水库有卧虎山水库、锦绣川水库、狼猫山水库、锦云川水库、黄巢水库等，河道上的小型水利工程也起到调洪蓄水，涵养水源的作用。

## 行政区划
历城区下辖21个街道办事处：
山大路街道、洪家楼街道、东风街道、全福街道、孙村街道、巨野河街道、华山街道、荷花路街道、王舍人街道、鲍山街道、郭店街道、唐冶街道、港沟街道、遥墙街道、临港街道、董家街道、彩石街道、仲宫街道、柳埠街道、唐王街道和西营街道。
其中孙村街道、巨野河街道、遥墙街道、临港街道由济南高新区代管，仲宫街道、柳埠街道和西营街道三个街道由南部山区管委会管理。

## 经济
历城区农业经济占有重要地位，位于南部和东部的辖区有大面积的耕地。除农作物收入，主要经济收入还来自旅游业和轻工业。为相应济南市发起的保泉运动，辖区内建立多处人工水利工程，生态保护区，加上修复的多处名胜古迹和新建立的自然风景区，旅游业已成为重要的收入来源。
全区主要农作物为冬小麦、玉米、稻谷、高粱、红薯等。冬小麦和玉米为主要粮食作物，种植面积比较广，丘陵地区农作物产量受降水量影响显著。
水生动植物资源主要有鱼、虾、蟹、藕、苇等。淡水养殖鱼类主要有鲢、鳙、鲤、鲫、团头鲂、草鱼和新引进的非洲鲫鱼等。淡水养殖主要集中在南部山区的水库和北部平原地区的人工鱼塘。由于辖区内山地面积广阔，因此野生植物、中药材等自然资源也很丰富。

## 旅游
历城区南部山区建立了很多风景区供市区的居民休闲。这一地区有“省城后花园”的美称。主要景点有：
- 国家级重点保护文物四门塔
- 九顶塔民族风情园
- 跑马岭野生动物世界
- 梨花节（仲宫镇）、桃花节（彩石镇）、荷花节（遥墙街道办事处）、大樱桃节（柳埠镇）、郁金香节（锦绣川红叶谷景区）
- 药山森林公园
- 九如山风景区
- 金象山滑雪场
- 卧虎山滑雪场
- 月亮湾
- 菠萝峪
- 唐代大佛石雕
- 水帘峪风景区
- 卧虎山水库
- 锦绣川水库
- 门牙景区

## 交通
济南东站位于历城区鲍山街道，是济青高速铁路、石济客运专线、济莱高速铁路上的客运站，是济南市“三主一辅”客运枢纽之一。
历城站位于历城区港沟街道，是济莱高速铁路上的客运站。
历城北站位于历城区王舍人街道，现为济南铁路局管辖的货运火车站，负责为济钢、炼油厂、黄台电厂等企业单位运送原料和成品，为济南市辖区内最为繁忙的货运站之一。

## 参看
- 济南
- 七十二名泉
- 四门塔